# Libyen vid världsmästerskapen i simsport 2024
Libyen tävlade vid världsmästerskapen i simsport 2024 i Doha i Qatar mellan den 2 och 18 februari 2024. Libyen hade en trupp på två idrottare, en av vardera kön.

## Tävlande per sport
Följande är en lista över antalet tävlande per sport.
| Sport   | Herrar | Damer | Totalt |
| ------- | ------ | ----- | ------ |
| Simning | 1      | 1     | 2      |
| Totalt  | 1      | 1     | 2      |

## Simning
Herrar
| Idrottare       | Gren            | Heat    | Heat      | Semifinal        | Semifinal        | Final            | Final            |
| Idrottare       | Gren            | Tid     | Placering | Tid              | Placering        | Tid              | Placering        |
| --------------- | --------------- | ------- | --------- | ---------------- | ---------------- | ---------------- | ---------------- |
| Siraj Al-Sharif | 100 m frisim    | 56,27   | 91        | Gick inte vidare | Gick inte vidare | Gick inte vidare | Gick inte vidare |
| Siraj Al-Sharif | 200 m fjärilsim | 2.21,88 | 39        | Gick inte vidare | Gick inte vidare | Gick inte vidare | Gick inte vidare |

Damer
| Idrottare        | Gren         | Heat  | Heat      | Semifinal        | Semifinal        | Final            | Final            |
| Idrottare        | Gren         | Tid   | Placering | Tid              | Placering        | Tid              | Placering        |
| ---------------- | ------------ | ----- | --------- | ---------------- | ---------------- | ---------------- | ---------------- |
| Maleek Almukhtar | 50 m ryggsim | 32,41 | 49        | Gick inte vidare | Gick inte vidare | Gick inte vidare | Gick inte vidare |